# Simone Paganini
Simone Paganini (* 29. September 1972 in Busto Arsizio) ist ein italienischer römisch-katholischer Theologe und Alttestamentler.

## Leben
Simone Paganini besuchte von 1978 bis 1986 die Volks- und Mittelschule und von 1986 bis 1990 das humanistische Gymnasium in Busto Arsizio. Nach dem Abitur im Jahr 1990 (Italienisch, Griechisch, Philosophie und Geschichte) studierte er von 1991 bis 1996 katholische Theologie und christliche Philosophie in Florenz und an der Päpstlichen Universität Gregoriana in Rom sowie von 1996 bis 1999 katholische Theologie an der Universität Innsbruck. Er erwarb am 29. Juni 1999 den Magister der Theologie (mit Auszeichnung). Von 1999 bis 2002 absolvierte er das Doktoratsstudium in Innsbruck und schloss dieses als Doktor der Theologie am 5. März 2002 mit Auszeichnung ab.
Paganini erhielt für die Jahre 2007/2008 ein Forschungsstipendium der Alexander-von-Humboldt-Stiftung an der Ludwig-Maximilians-Universität München und absolvierte darüber hinaus von 2006 bis 2008 eine Ausbildung zum Akademischen Sozialmanager an der Wirtschaftsuniversität Wien. Nach der Habilitation im Dezember 2008 im Fach „Alttestamentliche Bibelwissenschaft“ an der Universität Innsbruck wurde er Privatdozent für das Fach „Alttestamentliche Bibelwissenschaft“. Im Jahr 2010 wurde ihm der Kardinal-Innitzer-Förderungspreis für Geisteswissenschaften verliehen.
Ab 2011 forscht Paganini als Research Associate at the Universität Pretoria. Von 2011 bis 2015 lehrte der Ehemann von Claudia Paganini als „Professore Incaricato“ das Fach „Theologie des Alten Testamentes“ an der Philosophisch-Theologischen Hochschule Brixen. 
Seit März 2013 lehrt er als ordentlicher Professor für Biblische Theologie (AT und NT) an der RWTH Aachen. Von 2017 bis 2020 war er Geschäftsführender Direktor des Institutes für Theologie der RWTH. Er ist Mitglied des Senats der Universität.
2019 wurde er in Düsseldorf mit dem Landeslehrpreis in der Kategorie „Lehre Digital“ ausgezeichnet.

## Schriften
- Der Weg zur Frau Zion, Ziel unserer Hoffnung (= Stuttgarter biblische Beiträge. Band 49). Verlag Katholisches Bibelwerk, Stuttgart 2002, ISBN 978-3-460-00491-7.
- mit Claudia Paganini: Teufelsbund und Hexentanz. Hexenwahn und Hexenjagd in Österreich. Hexenprozesse in Nord-, Ost- und Südtirol. Berenkamp, Innsbruck 2006, ISBN 978-3-85093-121-2.
- mit Claudia Paganini: Am Anfang erschuf Gott Eva. Die unbekannten Seiten des Alten Testaments. Ueberreuter, Wien 2007, ISBN 978-3-8000-7172-2.
- mit Claudia Paganini: Und Gott lachte. Skurriles und Heiteres aus 2000 Jahren Kirchengeschichte. Ueberreuter, Wien 2008, ISBN 978-3-8000-7171-5.
- „Nicht darfst Du diesen Wörtern etwas hinzufügen“. Die Rezeption des Deuteronomiums in der Tempelrolle: Sprache, Autoren und Hermeneutik (= Beihefte zur Zeitschrift für altorientalische und biblische Rechtsgeschichte. Band 11). Harrassowitz, Wiesbaden 2009, ISBN 978-3-447-05915-2 (= Habilitationsschrift).
- mit Claudia Paganini: Wo Himmel und Erde einander berühren. Themen- und Besinnungswege in Tirol. Berenkamp, Hall in Tirol/Wien 2010, ISBN 978-3-85093-244-8.
- mit Claudia Paganini: Qumran. Zwischen Verschwörung und Archäologie. Verlags-Anstalt Tyrolia, Innsbruck 2010, ISBN 978-3-8367-0722-0.
- mit Claudia Paganini: Was glaubten die Menschen zur Zeit Jesu? Eine Einführung in das Alte Testament. Verlags-Anstalt Tyrolia, Innsbruck 2012, ISBN 978-3-8367-0808-1.
- Bereschit. Lehrbuch Bibel-Hebräisch. Unter Mitarbeit von Annett Giercke-Ungermann. Innsbruck University Press, Innsbruck 2013, ISBN 978-3-902811-95-0.
- mit Annett Giercke-Ungermann: Qiqajon. Bibelhebräisch-Lernen mit dem Jonabuch. Shaker, Aachen 2014, ISBN 978-3-8440-2578-1 (2. Auflage (= Aachener theologische Schriften. Band 5). Ebenda 2018, ISBN 978-3-8440-5827-7).
- Evangelien, Briefe und eine Apokalypse. Eine Einleitung in die Schriften des Neuen Testamentes (= Aachener theologische Schriften. Band 1). Shaker, Aachen 2015, ISBN 978-3-8440-3547-6.
- Gott, Rotkäppchen und die Erschaffung der Welt (= Aachener theologische Schriften. Band 2). Shaker, Aachen 2017, ISBN 978-3-8440-5617-4.
- Am Anfang … Eine bibelkundliche und thematische Einführung in die Schriften des Alten Testamentes (= Aachener theologische Schriften. Band 6). Shaker, Aachen 2018, ISBN 978-3-8440-6016-4.
- mit Steffen Jöris: Die Schriften des Neuen Testaments. Eine bibelkundliche und thematische Einführung (= Aachener theologische Schriften. Band 7). Shaker, Aachen 2018, ISBN 978-3-8440-6241-0.
- Von Evas Apfel bis Noahs Stechmücken. Fake News in der Bibel. Herder, Freiburg/Basel/Wien 2019, ISBN 978-3-451-38493-6.
  - italienische Übersetzung: Dalla mela di Eva alle zanzare di Noè. Fake news nella Bibbia. Edizioni messaggero, Padova 2022, ISBN 978-88-250-3227-7.
- mit Claudia Paganini: Von wegen Heilige Nacht! Der große Faktencheck zur Weihnachtsgeschichte. Mit Illustrationen von Esther Lanfermann. Gütersloher Verlagshaus, Gütersloh 2020, ISBN 978-3-579-02397-7.
  - italienische Übersetzung: Altro che notte santa! Il Natale tra storia e leggenda. Edizioni Messaggero, Padova 2021, ISBN 978-88-250-5135-3.
- Unzensiert: Was Sie schon immer über Sex in der Bibel wissen wollten, aber nie zu fragen wagten. Mit Illustrationen von Esther Lanfermann. Herder, Freiburg/Basel/Wien 2021, ISBN 978-3-451-03275-2.
- mit Claudia Paganini: Im Namen des Vaters, des Sohnes und der Macht. Star Wars und die Bibel. Herder, Freiburg/Basel/Wien 2022, ISBN 978-3-451-39201-6.
- italienische Übersetzung: Nel nome del padre, de figlio e della forza. Star Wars e la bibbia. Ancora, Mailand 2023, ISBN 978-88-514-2662-0.
- mit Claudia Paganini: Die Biester der Bibel. Warum es in der Heiligen Schrift keine Katzen, aber eine Killer-Kuh gibt. Gütersloher Verlagshaus, Gütersloh 2022, ISBN 978-3-579-07464-1.
- mit Sebastian Huncke: Wer zur Hölle ist der Teufel? Die Faszination des Bösen in Bibel und Geschichte. Herder, Freiburg/Basel/Wien 2023, ISBN 978-3-451-03344-5.
- mit Claudia Paganini: Auferstanden, oder? Der große Faktencheck zur Ostergeschichte. Gütersloher Verlagshaus, Gütersloh 2023, ISBN 978-3-579-06230-3.
- mit Claudia Paganini: Der unbekannte Messias. Die Ecken und Kanten des Jesus von Nazareth. Gütersloher Verlagshaus, Gütersloh 2024, ISBN 978-3-579-06238-9.